# Sitamau
Sitamau là một thị xã và là một nagar panchayat của huyện Mandsaur thuộc bang Madhya Pradesh, Ấn Độ.

## Địa lý
Sitamau có vị trí 24°01′B 75°21′Đ / 24,02°B 75,35°Đ Nó có độ cao trung bình là 457 mét (1499 feet).

## Nhân khẩu
Theo điều tra dân số năm 2001 của Ấn Độ, Sitamau có dân số 12.889 người. Phái nam chiếm 51% tổng số dân và phái nữ chiếm 49%. Sitamau có tỷ lệ 71% biết đọc biết viết, cao hơn tỷ lệ trung bình toàn quốc là 59,5%: tỷ lệ cho phái nam là 79%, và tỷ lệ cho phái nữ là 62%. Tại Sitamau, 14% dân số nhỏ hơn 6 tuổi.